# Naghma
Naghma, cuyo nombre de nacimiento fue Shaperai ( pashto; نغمه ښاپېرۍ, nacida el 1 de enero de 1951 en la provincia de Paktiyá, Afganistán) es una cantante afgana que comenzó su carrera a principios de la década de 1980. Canta principalmente en pashto, pero también ha grabado en el idioma persa dari. Se la considera una artista femenina de folclore en Afganistán y sigue siendo la voz y el rostro de la música tradicional pastún.

## Biografía
Cuando era niña, desarrolló un interés por la música. Con dieciséis años se mudó a Kabul con su tío paterno donde continuó su educación secundaria en Rabia Balkhi Lece y actuaba en la banda de chicas como vocalista. Antes de terminar la escuela secundaria se casó con Mangal, una cantante pashto ya popular de la provincia de Lagmán, y dejó la escuela para avanzar en su carrera musical. Naghma y su pareja fueron celebridades instantáneas grabando éxitos que son famosos hasta el día de hoy. Sus primeras canciones se basaron en la música del sur de Afganistán, la mayoría de las cuales eran de naturaleza folclórica. 
Finalmente se establecieron en Islamabad, Pakistán. Allí, tuvieron mucho éxito con una multitud entusiasta de exiliados afganos que sentían nostalgia por su música nativa. Su situación financiera en ese momento había mejorado significativamente. En 2000, abandonaron Pakistán y emigraron a los Estados Unidos. La pareja se conectó con la comunidad afgana del norte de California. En 2006 se divorciaron. 
Naghma alienta a los refugiados afganos a intentar regresar a Afganistán a través de su trabajo de ayuda y música para reconstruir el país. 

## Alguna de su discografía
Ha grabado más de 500 canciones en un período de 32 años en Afganistán, Pakistán y también en los Estados Unidos. 

#### Álbum: Bachi Hamsaya
- Bachi Hamsaya
- Arós
- Oh Bacha
- Maida Maida
- enero nazi
- Ba Yin Sazi Mahali
- Ghataghani
- Shekesta Chelamey
- Imroz
- Tu Ra Meparastam
- Oh Dilbar Janim
- Oh Bacha
- jama narinje

#### Álbum: Lo mejor de Naghma
- Charsi Halika Stargi
- Janana ke Pashton
- Halka Daroghjan Mee
- Raghlay Yama Damor
- Za Ba Gidi Rawdim
- Tapete Chita Che Zi
- Raza Da Zandgi Sra
- Yara Rana Wrak Nashi
- Janana Rasha Da Shamali
- Hagha Sra Oshan
- Allah Wi Zamazda

#### Álbum: Kabul Nazareen
- Salam Afganistán
- Delbar enero
- Ghataghani
- Nido Yaram
- Darbigeri
- O Dilbar Janam
- enero nazi
- O Bachi afgano
- Maida Maida Baran
- Em Roz Che Roz Ast

#### Álbum: O Khoda Jan
- Az América Wa Alman
- O Khuda Jan
- Sharshara Baran
- Shab adam
- bebe roko jan
- kashki ma
- Hombre Dokhtari Sherazam
- Mara Az Ashiqi Bas
- Mohabat
- Pesta Forosh

#### Solteros populares
- Mazdigar De Ka Nade
- O Bacha Jane Bacha
- Lalaya Hawa Baza
- Kandahar Halika
- Adam Khana Charsi
- Mohabbat
- Mohabbat (versión lenta)
- Lalo Lalo
- Mala Chal Ne Razi
- Akh Janan Me Laro
- Zma Afganistan
- Loya Judaya
- Orbal Chapa Kra Bya Rasta
- Akhshe na ni na (Attan De Gada Da)
- Mubarak Di Sha Ajtar
- Lalai de
- Dilbar Zalim Zalim
- Wa grana
- Ni e Newranawo
- Ay Da Watan Da Abay Roka Zoya
- Afgani mashoma

Contribuciones
La guía aproximada de la música de Afganistán, 2010.

## Premios y reconocimientos
En marzo de 2014, se convirtió en la primera afgana en recibir el Tamgha-e-Imtiaz y el Pride of Performance, los premios presidenciales más importantes de Pakistán que se entregan a artistas, deportistas, científicos y escritores. Fue un momento de orgullo para Naghma, quien siempre ha sido una voz fuerte para los refugiados afganos en Pakistán. 

## Biobliografía
- Afganistán en línea. Músicos silenciados ven esperanza en los jóvenes intérpretes. Consultado el 27 de agosto de 2005.
- Globo de Boston. El cuento de la poetisa pastún. Consultado el 27 de agosto de 2005.
- Delirios de revisiones de adecuación. Reseña de Antología de Músicas del Mundo: La Música de Afganistán. Consultado el 28 de enero de 2006.
- Doubleday, Verónica. Luz roja en la encrucijada. 2000. En Broughton, Simon and Ellingham, Mark with McConnachie, James and Duane, Orla (Ed.), World Music, Vol. 2: Latin & North America, Caribbean, India, Asia and Pacific, pp 3–8. Rough Guides Ltd., Penguin Books. ISBN 1-85828-636-0
- Mikalina. Música afgana antes de la guerra. Consultado el 27 de agosto de 2005.[ enlace roto ]
- Bailey, John (1988). Música de Afganistán: músicos profesionales en la ciudad de Herat. Prensa de la Universidad de Cambridge. ISBN 0-521-25000-5